# Acronia perelegans
Acronia perelegans là một loài bọ cánh cứng trong họ Cerambycidae.